# Braiseworth
Braiseworth är en by och en civil parish i Mid Suffolk i Suffolk i England. Orten har 61 invånare (2001).